# Paul Siefert
Ne doit pas être confondu avec Paul Sieffert.
Paul Siefert est un organiste et compositeur allemand, baptisé le 28 juin 1586 à Dantzig, aujourd'hui Gdańsk en Pologne et décédé dans la même ville le 6 mai 1666. Il a pour élèves Christoph Bernhard et Andreas Neunhaber.

## Biographie
Siefert étudie en 1607-08 auprès de Sweelinck à Amsterdam grâce à une bourse qui lui est octroyée par la municipalité de Dantzig. Après son retour il travaille comme organiste suppléant dans sa ville natale. De 1611 à 1616 il exerce à la plus ancienne église  de Königsberg (aujourd'hui Kaliningrad en Russie) puis à Varsovie à la Chapelle Royale du roi de Pologne Sigismond III. Enfin le 23 septembre 1623 il est nommé organiste titulaire de la Marienkirche, principale église de Dantzig qu'il ne quittera plus. Il se mesure avec son concurrent Marco Scacchi, le maître de Chapelle de Varsovie ; pendant cette confrontation prolongée, les deux compositeurs rivaliseront par le nombre de recueils publiés.

## Œuvres

### Recueils d'œuvres vocales
- Psalmen Davids nach frz. Melodey oder Weise in Music componirt (Dantzig 1640)
- Canticum seu Symbolum … Te Deum laudamus (Dantzig 1642)
- Anticribratio musica ad avenam Scacchianam (Dantzig 1645)
- Epithalamium … Regis Reginaeque Poloniae (Dantzig 1646) ; l'édition originale est perdue, mais la musique conservée car reprise dans Psalmorum Davidicorum.
- Psalmorum Davidicorum, Ad Gallicam melodiam … pars II (Dantzig 1651) ; inclut un Canzon à 8 pour les instruments
- Melisma harmonicum in honorem … Consulis Gedanensis Friderici Eleri (Dantzig 1647?) ; perdue

### Œuvres pour orgue
- Variations sur Puer natus in Bethlehem
- Choral varié Nun komm der Heiden Heiland (anonyme ; publié sous le nom de Siefert)
- Paduane
- Fantaisie
- Benedicam Dominum, fantaisie d'après un motet de Roland de Lassus
- 13 fantaisies d'attribution douteuse

### Ouvrages théoriques
- Anticribratio musica ad avenam Scacchianam (Dantzig 1645)
- Examen musicum (Breslau 1649) ; perdu